# 2016 en numismatique
Chronologie de la numismatique
- 2015 en numismatique - 2016 en numismatique - 2017 en numismatique

Cet article présente les faits marquants de l'année 2016 en numismatique.

## Principaux événements numismatiques de l'année 2016

### Par dates

#### Février
- 3 février 2016 : 
  -  États-Unis : émission de la pièce du président Richard Nixon de la série de pièces de 1 dollar des Présidents des États-Unis.
- 8 février 2016 :
  -   France : émission d'une pièce commémorative de 2 euros consacrée au Championnat d'Europe UEFA de football masculin 2016 qui se déroule justement en France.
- 18 février 2016 : 
  -  États-Unis : émission de la pièce de Pat Nixon de la série de 10 dollars des Premières épouses des États-Unis.

#### Mars
- 7 mars 2016 :
  -   Slovaquie : émission d'une pièce commémorative de 2 euros consacrée à la première présidence slovaque du Conseil de l'Union européenne.
- 8 mars 2016 : 
  -  États-Unis : émission de la pièce du président Gerald Ford de la série de pièces de 1 dollar des Présidents des États-Unis.
- 25 mars 2016 : 
  -  États-Unis : émission de la pièce de Elizabeth Ford de la série de 10 dollars des Premières épouses des États-Unis.

#### Avril
- 12 avril 2016 :
  -  Suisse : lancement du billet de 50 francs de la 9e série. Ce billet inaugure ainsi cette nouvelle série, la première lancée depuis plus de 20 ans.

#### Mai
- 3 mai 2016 :
  -   Portugal : émission de la ?e pièce commémorative de 2 euros du pays, dédiée aux Jeux olympiques d'été de Rio.
  -   Lituanie : émission de la ?e pièce commémorative de 2 euros du pays, dédiée à la culture balte.
- 25 mai 2016 :
  -   Belgique : émission de la ?e pièce commémorative de 2 euros du pays, consacrée à l'organisation Child Focus et à la journée internationale des enfants disparus. Le tirage est de 2 millions d'exemplaires.
- date à préciser :
  -   Luxembourg : émission de la ?e pièce commémorative de 2 euros du pays, consacrée au 50e anniversaire du pont Grande-Duchesse Charlotte.

#### Juin
- 1er juin 2016 :
  -   Monaco : émission de la ?e pièce commémorative de 2 euros du pays, consacrée au 150e anniversaire de la fondation de Monte-Carlo par Charles III.
- Date à préciser :
  -   Slovénie : émission de la ?e pièce commémorative de 2 euros du pays, consacrée au 25e anniversaire de l'indépendance du pays[1].
  -   Vatican : émission de la ?e pièce commémorative de 2 euros du pays, consacrée au 200e anniversaire du Corps de gendarmerie du Vatican.

#### Juillet
- 1er juillet 2016 :
  -  Biélorussie : redénomination du rouble : un nouveau rouble (BYN) vaut 10 000 anciens roubles (BYR).
  -  États-Unis : émission de la pièce de Nancy Reagan de la série de 10 dollars des Premières épouses des États-Unis.
- 5 juillet 2016 : 
  -  États-Unis : émission de la pièce du président Gerald Ford de la série de pièces de 1 dollar des Présidents des États-Unis.
- 18 juillet 2016 :
  -   Andorre : émission des ?e et ?e pièces commémoratives de 2 euros du pays, toutes deux millésimées 2015, consacrées respectivement au 30e anniversaire de l'âge de la majorité à 18 ans et au 25e anniversaire de la signature de l'accord douanier avec l'Union européenne.
- 19 juillet 2016 :
  -   Lettonie : émission de la ?e pièce commémorative de 2 euros du pays, consacrée à l'agriculture lettone
  -   Portugal : émission de la ?e pièce commémorative de 2 euros du pays, consacrée au 50e anniversaire du pont du 25 avril.
- Date à préciser :
  -   Malte : émission de la ?e pièce commémorative de 2 euros du pays, consacrée aux temples de Ġgantija.

#### Septembre
- 12 septembre 2016 :
  -   France : émission de la ?e pièce commémorative de 2 euros du pays, consacrée au 100e anniversaire de la naissance et au 20e anniversaire de la mort de François Mitterrand.
- Date à préciser :
  -   Saint-Marin : émission de la ?e pièce commémorative de 2 euros du pays, consacrée au 400e anniversaire de la mort de William Shakespeare.

#### Octobre
- Date à préciser :
  -   Finlande : émission de la ?e pièce commémorative de 2 euros du pays, la deuxième de l'année, consacrée au 100e anniversaire de la naissance du philosophe finlandais de langue suédoise Georg Henrik von Wright (mort en 2003).
  -   Vatican : émission de la ?e pièce commémorative de 2 euros du pays, consacrée au Jubilé de la Miséricorde.

#### Novembre
- Date à préciser :
  -   Malte : émission de la ?e pièce commémorative de 2 euros du pays, consacrée à l'amour.
  -   Lettonie : émission de la ?e pièce commémorative de 2 euros du pays, première sur quatre de la série des régions historiques, consacrée au Vidzeme.
- 9 novembre :
  -  Inde : démonétisation des billets de 500 et 1 000 roupies Mahatma Gandhi

#### Année
- -   Allemagne : émission de la ?e pièce commémorative de 2 euros du pays et 11e sur 16 de la série des Länder, consacrée au land de Saxe[2]. Sur cette pièce est représentée le Zwinger situé à Dresde[2].
  -   Grèce : émission des ?e et ?e pièces commémoratives du pays, dédiées respectivement au 150e anniversaire de l'holocauste du monastère d'Arkadi et au 120e anniversaire de la naissance de Dimitri Mitropoulos.
  -   Italie : émission d'une pièce commémorative de 2 euros consacrée au 550e anniversaire de la mort du florentin Donatello. Le tirage sera de 1,5 million d'exemplaires.